# Klemens Janicki
Klemens Janicki (även Janeczko, Janicjusz, Janicz, Janik, Januszkowski, latin: Clemens Ianicius, Ianitius eller Ianuscovius), född 1516 i Januszkowo nära Żnin, död 1543 i Kraków, var en polsk skald som skrev på latin.
Janicki lagerkröntes i Rom av påven Paul III och promoverades av akademien vid universitetet i Padua till filosofie doktor. Hans främsta dikter är Tristium liber I, Variarum elegiarum liber I, Epigramatum liber I (1542), Querela reipublicæ regni Poloniæ och Vitæ regum polonorum elegiaco carmine descriptæ (1563). En vald samling, Clementis Janitii Poloni, poetæ laureati, poemata, trycktes 1755 i Leipzig (polsk översättning av Ludwik Kondratowicz, 1851).